# Естрал-Біч (Мічиган)
Естрал-Біч (англ. Estral Beach) — селище (англ. village) в США, в окрузі Монро штату Мічиган. Населення — 403 особи (2020).

## Географія
Естрал-Біч розташований за координатами 41°59′9″ пн. ш. 83°14′9″ зх. д. / 41.98583° пн. ш. 83.23583° зх. д. (41.985970, -83.235860).  За даними Бюро перепису населення США в 2010 році селище мало площу 1,20 км², з яких 1,19 км² — суходіл та 0,01 км² — водойми.

## Демографія
Згідно з переписом 2010 року, у селищі мешкало 418 осіб у 183 домогосподарствах у складі 114 родин. Густота населення становила 347 осіб/км².  Було 220 помешкань (183/км²).
Расовий склад населення:
| - 99,3 % — білих - 0,7 % — корінних американців |

До двох чи більше рас належало 0,0 %. Частка іспаномовних становила 1,0 % від усіх жителів.
За віковим діапазоном населення розподілялося таким чином: 19,9 % — особи молодші 18 років, 66,5 % — особи у віці 18—64 років, 13,6 % — особи у віці 65 років та старші. Медіана віку мешканця становила 45,0 року. На 100 осіб жіночої статі у селищі припадало 114,4 чоловіків;  на 100 жінок у віці від 18 років та старших — 116,1 чоловіків також старших 18 років.
Середній дохід на одне домашнє господарство  становив 63 164 долари США (медіана — 49 583), а середній дохід на одну сім'ю — 68 985 доларів (медіана — 57 917). Медіана доходів становила 62 500 доларів для чоловіків та 35 625 доларів для жінок. За межею бідності перебувало 12,6 % осіб, у тому числі 7,4 % дітей у віці до 18 років та 12,2 % осіб у віці 65 років та старших.
Цивільне працевлаштоване населення становило 162 особи. Основні галузі зайнятості: виробництво — 24,7 %, освіта, охорона здоров'я та соціальна допомога — 19,1 %, роздрібна торгівля — 11,1 %, будівництво — 10,5 %.